# Chang Chun-Yen
Chang Chun-Yen (chinês tradicional: 張俊彥, pinyin: Zhāng Jùnyàn; Tainan, 12 de outubro de 1937 – 12 de outubro de 2018) foi um engenheiro elétrico e professor de Taiwan que serviu como presidente da National Chiao Tung University (NCTU). Ele era um membro da Academia Sinica e um associado estrangeiro da Academia Nacional de Engenharia dos Estados Unidos. Considerado um fundador da indústria de semicondutor de Taiwan, ele recebeu o Prêmio TWAS para Ciências da Engenharia em 2006 e o Prêmio Nikkei Ásia para a Ciência em 2007.
Chang foi diagnosticado com câncer em 2016. Após dois anos de tratamento, ele morreu em 12 de outubro de 2018, seu 81º aniversário.